# 梅捷尼夫
49°43′10″N 25°6′1″E / 49.71944°N 25.10028°E
梅捷尼夫（烏克蘭語：Метенів），是烏克蘭的村落，位於該國西部捷爾諾波爾州，由捷尔诺波尔区負責管轄，處於斯特里帕河畔，始建於1532年，面積0.64平方公里，2001年人口119。